# Hogna truculenta
Hogna truculenta este o specie de păianjeni din genul Hogna, familia Lycosidae. A fost descrisă pentru prima dată de O. P.-cambridge, 1876.
Este endemică în Egipt. Conform Catalogue of Life specia Hogna truculenta nu are subspecii cunoscute.